# ۲۵ مارس
۲۵ مارس در تقویم گرگوری، هشتاد و چهارمین (در سال‌های کبیسه هشتاد و پنجمین) روز سال است. ۲۸۱ روز تا پایان سال باقی است.

## زادروزها
- ۱۰۸۶ - ابن قطان بغدادی،  محدث، پزشک، چشم‌پزشک، ادیب و شاعر عراقی.
- ۱۲۹۷ - آندرونیکوس سوم، امپراتور بیزانس
- ۱۹۴۷ - التون جان، خواننده، آهنگساز و پیانیست انگلیسی.

## درگذشت‌ها
- ۱۰۰۰ – برجوان، سیاستمدار فاطمی.
- ۱۹۵۱ – جان کیرک، دوچرخه‌سوار اهل بریتانیا (ز. ۱۸۹۰)
- ۱۹۷۵ – ملک فیصل بن عبدالعزیز آل سعود، سومین پادشاه عربستان سعودی و شانزدهمین فرمانروا از خاندان آل سعود (ز. ۱۹۰۶)

## اعیاد
- روز جهانی جنین[۱]